# Sōseki Natsume

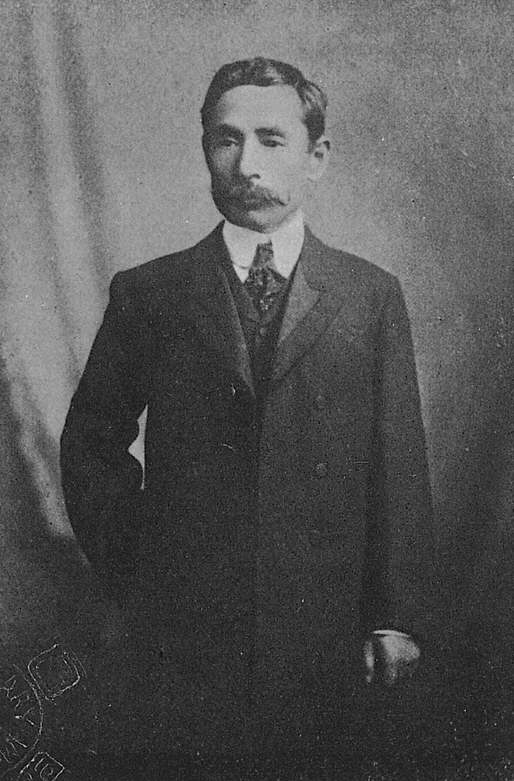
Natsume Sōseki

Sōseki Natsume (夏目 漱石 Natsume Sōseki, pe numele real Kin'nosuke Natsume 夏目 金之助 Natsume Kin'nosuke; n. 9 februarie 1867, Kikuichō⁠(d), Tōkyō, Japonia – d. 9 decembrie 1916, Waseda-Minamichō⁠(d), Tōkyō, Japonia) a fost un romancier japonez, considerat cel mai important al erei Meiji. Cele mai cunoscute romane ale sale sunt Kokoro și Eu, motanul. A fost de asemenea un specialist în literatura engleză și un maestru al genului haiku, al poeziei chineze și al basmelor. Între 1984 și 2004, portretul său a figurat pe fața bancnotei de 1000 de yeni.

## Anii de ucenicie
Natsume Kinnosuke a venit pe lume în orașul Edo (astăzi Tokio). De la naștere a fost un copil nedorit, căci mama sa era deja în vârstă. Părinții au încredințat copilul unui fost servitor (Shiobara Masanosuke) și soției sale, care l-au crescut până la vârsta de 9 ani. După aceea s-a întors acasă și a fost întâmpinat cu bucurie de mama sa, dar respins de tatăl său. Mama sa a murit când Natsume a împlinit vârsta de 14 ani.
În timpul școlii generale, Natsume s-a îndrăgostit de literatura chineză și visa să devină cândva scriitor. Familia sa s-a opus însă și când Natsume s-a încris la Universitatea Imperială Tokio (devenită mai apoi Universitatea Tokio) în septembrie 1884, avea intenția să ajungă arhitect. A studiat limba engleză pentru că avea senzația că aceasta ar putea să-i fie utilă în cariera aleasă.
În 1887, l-a întâlnit pe Masaoka Shiki, un prieten care l-a încurajat să devină scriitor, cariera pe care urma s-o îmbrățișeze. Shiki l-a inițiat pe Natsume în arta compunerii poemelor haiku. Din acest moment, Natsume a început să-și semneze poemele cu pseudonimul Soseki, care în limba chineză înseamnă "încăpățânat". În 1890, Natsume s-a mutat la departamentul de literatură engleză și rapid a început să stăpânească bine limba engleză. Natsume a absolvit în 1893 și s-a înscris la masterat la Școala Normală din Tokio unde a și lucrat cu jumătate de normă ca profesor.
Natsume Soseki a început în 1895 să predea la Gimnaziul din Matsuyama, prefectura Ehime, în Shikoku, care este și cadrul unde se desfășoară acțiunea romanului său Botchan. În paralel cu meseria de profesor, Natsume a publicat haiku și poezie chineză în mai multe ziare și periodice. În 1896 a demisionat din slujba de profesor pe care o avea și a început să predea la Liceul Nr. 5 din Kumamoto. Pe data de 10 iunie din același an s-a căsătorit cu Nakane Kyoko.

## Soseki în Anglia, 1901-1902
În 1900, Natsume a fost trimis cu o bursă a statului japonez să studieze în Regatul Unit. A vizitat Cambridge și a rămas o noapte acolo, dar a renunțat la ideea de a studia la universitate, deoarece bursa guvernamentală nu-i permitea acest lucru. Cât timp a locuit la Londra a trecut printr-o perioadă mizeră a vieții, majoritatea timpului și-a petrecut-o zăvorât în cameră și îngropat în cărți, iar prietenii săi se temeau că și-ar putea pierde mințile.
A avut patru reședințe diferite, dar chiar dacă nu a urmat cursuri, și-a întărit cunoștințele de limbă engleză și s-a întors în Japonia la sfârșitul anului 1902. Profesorul lui privat de engleză era J. G. Craig, pe atunci editor al The Erden Shakespeare, pe care îl întâlnea o dată pe săptămână. După cinci ani avea să evoce acea perioadă în prefața la Bungakuron (Critica literară):
"Cei doi ani petrecuți la Londra au fost cei mai neplăcuți din viața mea. Înconjurat de gentlemeni englezi am trăit în mizerie, ca un biet câine rătacit într-o haită de lupi."
După reîntoarcerea în Japonia, a devenit profesor de literatură engleză la Universitatea Imperială din Tokio.

## Cariera literară
Cariera literară a lui Natsume Soseki a început în 1905, când a scris o povestire scurtă, intitulată „Eu, motanul”, cu un succes atât de mare încât autorul a transformat-o într-un serial în Hototogisu („Cucul”), o revistă literară importantă a vremii, fondată de prietenul său Masaoka Shiki. Imediat a publicat un alt roman, Botchan, o altă operă care i-a consolidat admirația publicului, dar și recunoașterea criticilor. Și-a părăsit postul de la universitate în 1907, pentru a se dedica în exclusivitate scrisului și a devenit editor literar la unul dintre cele mai importante ziare japoneze, Asahi Shimbun. A scris câte un roman pe an până în 1916, când a murit din cauza unui ulcer la stomac.

### Temele scrierilor sale
Temele romanelor sale sunt lupta oamenilor obișnuiți cu greutățile economice, conflictul dintre datorie și pasiune, mentalitatea de grup și loialitatea pe de o parte și libertatea și individualismul pe de alta, izolarea și alienarea, rapida dezvoltare industrială a Japoniei și consecințele ei în plan social, continua preluare a valorilor Occidentului și o viziune pesimistă asupra naturii umane.
Romanul Kokoro a fost declarat de mai multe ori, în anchete realizate printre studenți sau elevi care studiază literatura japoneză și profesorii lor, drept cel mai valoros roman japonez din toate timpurile.

### Opere literare
- Eu, motanul (Motanul are cuvântul..., 1905)
- London Tower (1905)
- Botchan (1906)
- Lumea cu trei colțuri (1906)
- Ereditatea gustului (1906)
- Cea de-a 210 zi (1906)
- Macii (1907)
- Minerul (1908)
- Zece nopți pline cu vise (1908)
- Sanshiro (1908)
- Și apoi… (1909)
- Poarta (1910)
- Ecouri de primăvară (1910)
- Către echinoxul de primăvară și dincolo de el (1912)
- Răzbătătorul (1912)
- Kokoro, (Inima lucrurilor) (1914)
- Crezul meu, un discurs faimos (1914)
- Iarba pe laterale (1915)
- Înăuntrul ușilor mele din sticlă (1915)
- Lumină și amurg (1916, netermintat)